# Maxwell Armfield
Maxwell Ashby Armfield (* 5. Oktober 1881 in Ringwood; † 23. Januar 1972) war ein britischer Maler. Er wird zum Arts and Crafts Movement gezählt und war zudem von akademischer Kunst beeinflusst. Er selbst pflegte einen traditionellen Stil und arbeitete vor allem mit Temperafarben.

## Leben
In eine Quäker-Familie in Ringwood, Hampshire, geboren, wurde Armfield auf der Sidcot School und auf der Leighton Park School unterrichtet. Er selbst sagte, er hätte kein schlechterer Schüler sein können.
1902 verließ Armfield Großbritannien und reiste aufs europäische Festland nach Paris, um dort auf der Académie de la Grande Chaumière unter Gustave Courtois Kunst zu studieren. 1904 wurde im Salon de Paris sein Gemälde Faustine gekauft. Es befindet sich heute im Musée d’Orsay in Paris.
Armfield war von 1909 bis zu ihrem Tod 1941 mit Constance Smedley verheiratet.
1969, drei Jahre vor seinem Tod, wurde sein Gemälde Domesticated Mural Painting als Cover für Fleetwood Macs Album Then Play On verwendet.